# Xã Mikado, Michigan
Xã Mikado (tiếng Anh: Mikado Township) là một xã thuộc quận Alcona, tiểu bang Michigan, Hoa Kỳ. Năm 2010, dân số của xã này là 947 người.